# ノルベルト・ワルターボルヤンス
ノルベルト・ワルターボルヤンス（ドイツ語: Norbert Walter-Borjans、1952年9月17日 - ）は、ドイツの政治家。ドイツ社会民主党（SPD）に所属し、同党党首（2019年-2021年）やノルトライン＝ヴェストファーレン州財務大臣（2010年-2017年）を歴任した。

## 経歴
ノルトライン＝ヴェストファーレン州クレーフェルトで生まれ、メーアブッシュで育った。クレーフェルトにあるギムナジウム（Gymnasium Fabritianum）に通い、1971年にアビトゥーアを取得。ボン大学に進学して経済学を学び、1978年に卒業した。大学を卒業後は、デュッセルドルフのヘンケルで働きはじめプロダクトマネジメントに従事した。1980年にケルン大学の経済学部に入学をして、1982年に博士号を取得。
1984年からノルトライン＝ヴェストファーレン州首相府で働きはじめて、構造転換や予算、財政計画を担当。1991年にはヨハネス・ラウ州首相により州政府副スポークスパーソンに指名され、1996年から1998年までは州政府スポークスパーソンを務めた。
2010年からハンネローレ・クラフト州首相率いる州政権で財務大臣を務めた。

### 社会民主党党首
2019年6月にアンドレア・ナーレスがSPDの党首を退任したことを受けて、後任となる共同党首ペアを選出する党首選挙が実施されることとなった。ワルターボルヤンスはサスキア・エスケンとペアを組み、全6組の候補のうち連立懐疑派として立候補した。10月に行われた第1回党員投票では、オーラフ・ショルツ財務相とクララ・ゲイウィッツのペアが最多得票を獲得したが、過半数に達しなかったため、得票率2位であったワルターボルヤンスのペアと決選投票が行われることとなった。決選投票でワルターボルヤンスのペアは53.06%の得票を獲得し、SPD党首に選出された。
約2年間に渡って共同党首の職を務めたが、2021年12月の党大会で実施される党首選には立候補しない意向を示した。